# جورجتاون (نيويورك)
جورجتاون (بالإنجليزية: Georgetown, New York)‏ هي بلدة أمريكية تقع في الولايات المتحدة في مقاطعة ماديسون، نيويورك. يقدر عدد سكانها بـ 974 نسمة ومساحتها 104.0 كم2 وترتفع عن سطح البحر 443 متر.